# グルタチオン合成酵素
グルタチオン合成酵素またはグルタチオンシンテターゼ（グルタチオンごうせいこうそ、英: glutathione synthetase、略称: GSS、EC 6.3.2.3）は、グルタチオン（GSH）の生合成経路の2番目の酵素である。γ-グルタミルシステインとグリシンの縮合を触媒し、グルタチオンを形成する。グルタチオン合成酵素は、抗酸化作用も持つ。細菌、酵母、哺乳類、植物を含む多くの種に存在する。
ヒトでは、GSSの欠陥は常染色体劣性遺伝し、重症代謝性アシドーシス、5-オキソプロリン尿症、溶血の増加、中枢神経系の機能障害の原因となる。GSSの欠乏は植物でもヒトでも同様にさまざまな有害症状を引き起こす。
真核生物のGSSは、ホモ二量体型酵素である。基質結合ドメインはα/β/αの3層構造を持つ。この酵素は、後のグリシンの求核攻撃をエネルギー的に有利に行うため、アシルリン酸中間体を利用して安定化を行う。

## 構造
ヒトと酵母のグルタチオン合成酵素はホモ二量体であり、同一な2つのサブユニットが非共有結合によって互いに結合している。一方、大腸菌のグルタチオン合成酵素はホモ四量体である。ATP-graspスーパーファミリーに属する。各サブユニットは互いにαヘリックスとβシートの水素結合を介して相互作用し、2つのドメインから構成される。1つのドメインはATP-graspと呼ばれATPとの相互作用を促進し、もう一方はγ-グルタミルシステインの触媒活性部位である。ATP-graspフォールドはATP-graspスーパーファミリー内で保存されており、ATP分子を保持する2つのαヘリックスとβシートによって特徴づけられる。活性部位を含むドメインは、興味深い特異性を示す。γ-グルタミルシステイン合成酵素とは異なり、グルタチオン合成酵素はγ-グルタミルシステインのグルタミン酸が修飾されたさまざまなアナログを受容するが、システインが修飾されたアナログに対する特異性はずっと高い。GSH、ADP、2つのマグネシウムイオンと硫酸イオンを結合したグルタチオン合成酵素の結晶構造が解かれている。2つのマグネシウムイオンはアシルリン酸中間体を安定化し、ATPの結合を促進し、ATPからのリン酸基の除去を活性化する機能がある。硫酸イオンは、活性部位内でアシルリン酸中間体が形成された際のリン酸基の位置を模していると考えられる。

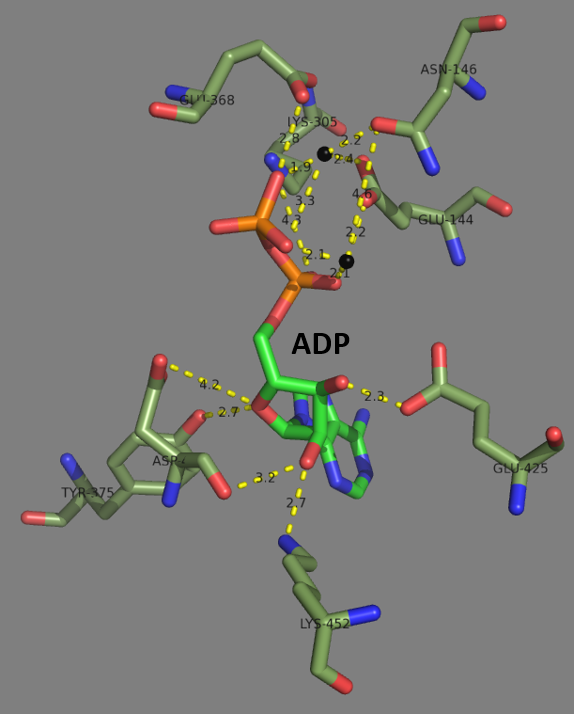
活性部位近傍でATPと相互作用する重要な残基。マグネシウムイオンは黒で示されている。

2007年末時点で、7個の構造が解明されている。蛋白質構造データバンクのコードは、1GLV、1GSA、1GSH、1M0T、1M0W、2GLT及び2HGSである。

## 機構
グルタチオン合成酵素は、以下の化学反応を触媒する酵素である。
ATP + γ-L-グルタミル-L-システイン + グリシン {\displaystyle \rightleftharpoons } ADP + リン酸 + グルタチオン
従って、この酵素の基質はATPとγ-グルタミルシステインとグリシンの3つ、生成物はADPとリン酸とグルタチオンの3つである。
この酵素はリガーゼ、特に酸-D-アミノ酸リガーゼ（ペプチドシンターゼ）に分類される。系統名は、γ-L-グルタミル-L-システイン:グリシン リガーゼ (ADP形成)（gamma-L-glutamyl-L-cysteine:glycine ligase (ADP-forming)）である。この酵素は、グルタミン酸及びグルタチオンの代謝に関与している。少なくともホスフィン酸塩は酵素阻害剤であることが知られている。
合成酵素と訳される酵素にはシンテターゼとシンターゼがあり、シンテターゼはヌクレオシド三リン酸のエネルギーを利用するが、シンターゼは利用しない。グルタチオン合成酵素はシンテターゼであり、ATPによって生成されるエネルギーを利用する。まず、γ-グルタミルシステインのカルボキシル基へATPの無機リン酸が転移してアシルリン酸中間体が形成される。その後、グリシンのアミノ基が求核攻撃に加わり、リン酸基に置き換わってGSHが形成される。産生されたGSHは、グルタチオンペルオキシダーゼによる過酸化水素などの活性酸素種の中和や、グルタチオン-S-トランスフェラーゼによる生体異物の無毒化に利用される。

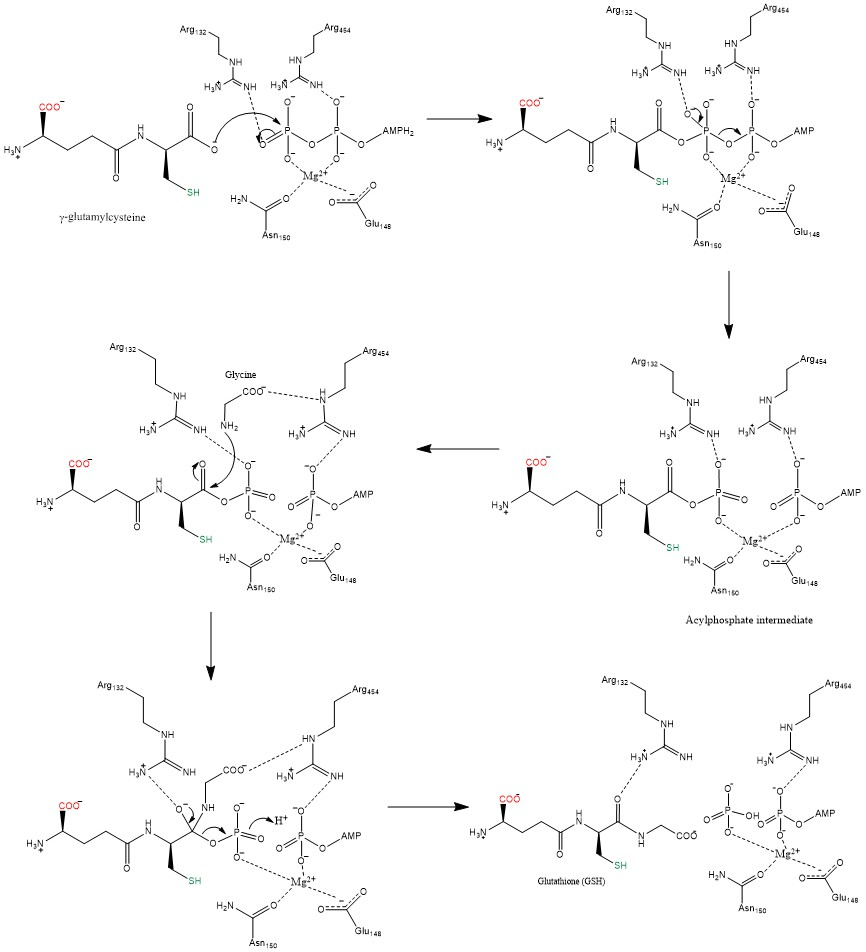
GSHの生合成の反応機構。グルタミン酸とシステインの側鎖は赤と緑で示されている。

## 機能
グルタチオン合成酵素は、さまざまな生物でさまざまな生物学的機能に重要である。シロイヌナズナArabidopsis thalianaでは、グルタチオン合成酵素のレベルが低いと、重金属、毒性有機分子、酸化ストレスなどのストレス因子に対する脆弱性が増大する。反応産物であるGSH中のチオール基は、さまざまな生物学的条件で酸化剤・還元剤の双方として効率的に機能する。チオールは容易に電子対を受容し酸化されてジスルフィドとなり、容易に還元されてチオールが再生される。さらに、システインのチオール側鎖は強力な求核剤として機能し、細胞の損傷を引き起こす酸化剤や求電子剤と反応する。特定の金属との相互作用もチオレート中間体を安定化する。
ヒトでもグルタチオン合成酵素は同様に機能する。反応産物であるGSHは恒常性や細胞の維持に関与する経路に関与する。例えば、グルタチオンペルオキシダーゼは、フリーラジカルや過酸化水素などの活性酸素種を還元し、GSHのグルタチオンジスルフィド（GSSG）への酸化を触媒する。グルタチオン-S-トランスフェラーゼは、さまざまな代謝産物、生体異物、求電子剤をメルカプツール酸として排泄して除去するためにGSHを利用する。GSSは主に肝細胞の細胞質でGSHを産生し、そこから無毒化が行われるミトコンドリアへ輸送される。GSHは免疫系の活性化にも必須であり、侵入した病原体に対する頑強な防御機構を作り出す。GSHはインフルエンザウイルスの感染を防ぐ能力がある。

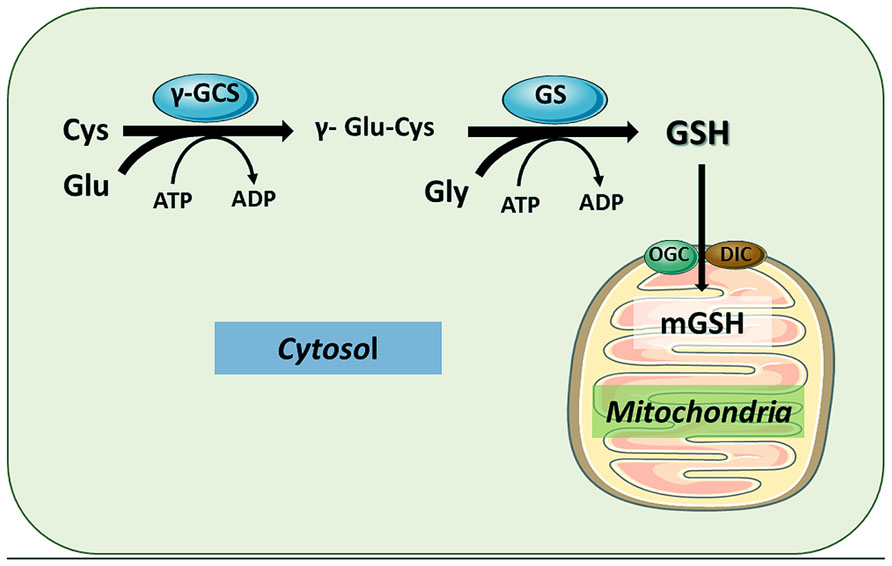
グルタチオン（GSH）は肝細胞の細胞質で合成されてミトコンドリアへ輸送され、そこでは、多くの抗酸化因子や解毒酵素の補因子として機能する。

## 臨床的意義
GSS遺伝子に変異を有する患者は、常染色体劣性遺伝する疾患であるグルタチオン合成酵素欠損症を発症する。患者では変異に応じてさまざまな症状がみられる。軽度の患者では変異が酵素の安定性に影響を与えており、溶血性貧血がみられる。中程度から重度の患者には触媒部位が機能不全となった酵素が存在し、酵素は解毒反応に関与することができなくなる。代謝性アシドーシス、神経学的障害、病原体感染に対する感受性の増加などの症状がみられる。
グルタチオン合成酵素欠損症の患者に対する治療は、一般的に軽度から重度の症状に対処する治療が行われる。代謝性アシドーシスの治療に際しては、重症患者には炭酸水素塩や、ビタミンE、ビタミンCなどの抗酸化剤の大量投与が行われる。軽度の症例では、アスコルビン酸とN-アセチルシステインがグルタチオンレベルを増加させ、赤血球の産生を増加させることが示されている。グルタチオン合成酵素欠損症は非常に稀であるため、あまり理解が進んでいないことに留意しておくことは重要である。また、この疾患の症状は連続的なスペクトルとして出現するため、数少ない症例から一般化を行うことはさらに困難である。

## 関連文献
- “Purification and properties of glutathione synthetase from (Spinacia oleracea) leaves”. Plant Sci. 43 (3):  185–191. (1986). doi:10.1016/0168-9452(86)90016-6.
- “Homoglutathione and glutathione synthetases of legume seedlings - partial-purification and substrate-specificity”. Plant Sci. 53 (3):  229–235. (1987). doi:10.1016/0168-9452(87)90159-2.